# Paul du Rieu (1791-1857)

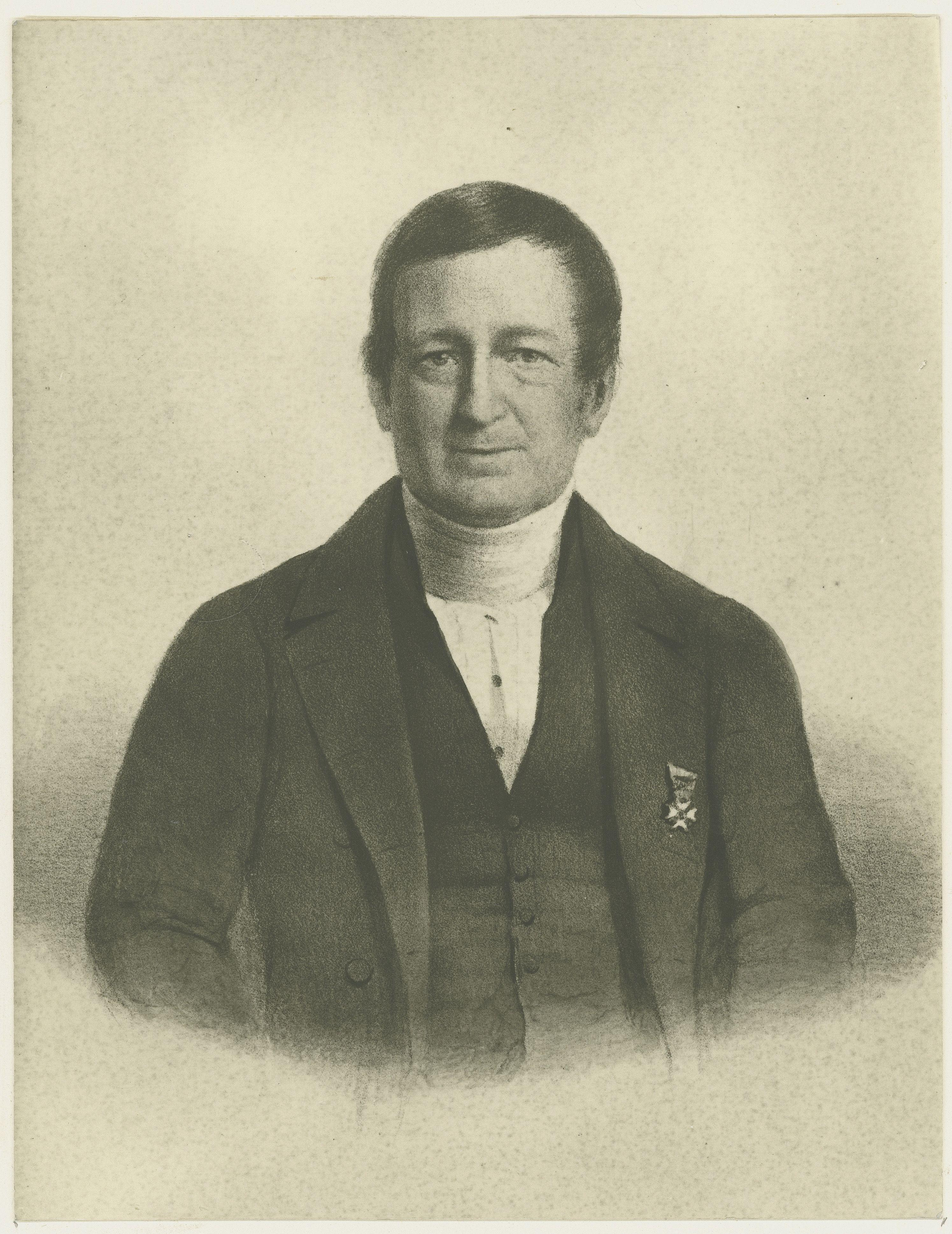
Burgemeester Du Rieu

Paul du Rieu (Leiden, 20 juli 1791 – aldaar, 29 november 1857) was een Nederlands burgemeester.

## Biografie
Du Rieu was lid van de familie Du Rieu en een zoon van de commissionair in wol te Leiden mr. Paulus du Rieu (1748-1810) en Sara van El (1763-1794). Hij trad, na een afgebroken studie, na het overlijden van zijn vader als firmant in in de familiefirma Wed. Paulus du Rieu en Zonen, commissionairs
in wol te Leiden. Van 1820 tot 1834 was hij gemeenteraadslid van Leiden. Hij werd daarna, vanaf 1838, wethouder in zijn geboortestad om vervolgens vanaf 2 januari 1843 die stad te dienen als burgemeester tot hij in 1851 werd opgevolgd. Hij was ook lid van Provinciale Staten van Zuid-Holland. Hij was tevens curator van de Universiteit Leiden en president van de Leidse Kamer van Koophandel. Hij trouwde in 1815 met Jeanne Marie de Klopper (1836-1904) met wie hij dertien kinderen kreeg. Zijn oudste zoon mr. Paulus du Rieu (1817-1883) was ook lid van de gemeenteraad en wethouder van Leiden, en ook lid van Provinciale Staten van Zuid-Holland. Zijn kleinzoon ir. Paul du Rieu (1859-1901) was architect. Zijn zoon dr. Willem Nicolaas du Rieu (1829-1896) was ook lid van de gemeenteraad van Leiden en bibliothecaris van de Leidse universiteitsbibliotheek en directeur van het Penningkabinet. Zijn jongste kind trouwde met prof. dr. Adrianus Heynsius (1831-1885).
Du Rieu was Ridder in de Orde van de Nederlandse Leeuw. Hij overleed plotseling na een beroerte. In Leiden is een straat naar hem genoemd.